# Parish Riegel
Parish Riegel är en bergstopp i Antarktis. Den ligger i Östantarktis. Nya Zeeland gör anspråk på området. Toppen på Parish Riegel är 966 meter över havet.
Terrängen runt Parish Riegel är bergig österut, men västerut är den kuperad. Trakten är obefolkad. Det finns inga samhällen i närheten. 